# Bitwa o Misratę
Bitwa o Misratę – zbrojne starcie stoczone od 24 lutego 2011 między libijską armią rządową wspieraną przez zagranicznych najemników a demonstrantami i zbuntowanymi żołnierzami podczas libijskiej wojny domowej.

## Tło
15 lutego 2011 w Libii rozpoczęły się masowe antyrządowe protesty. Pierwsze walki w Misracie wybuchły w trakcie starć w pobliskim stołecznym Trypolisie.

## Bitwa

### I faza
24 lutego w południe wybuchły regularne walki w mieście. Lojaliści Mu’ammara al-Kaddafiego, uzbrojeni w rakiety i moździerze, strzelali do grupy bojowników opozycji w okolicach lotniska. Kiedy nastąpiła eskalacja walk ochrona lotniska przyłączyła się do buntowników. Wieczorem miasto było już pod kontrolą opozycji. Rebelianci przejęli przeciwlotnicze karabiny maszynowe ZPU-4.
25 lutego wieczorem siły al-Kaddafiego, wspierane przez czołgi, przejęły część bazy wojskowej, znajdującej się w mieście. W walkach o bazę do północy poległy 22 osoby.
28 lutego cały dzień toczyły się walki o kontrolę nad miastem i tamtejszą bazą wojskową, które kontrolowali powstańcy. Siły rządowe podejmowały liczne ataki. Rano rebelianci strącili wojskowy samolot i pojmali jego załogę.

### II faza
4 marca w mieście, kontrolowanym przez rebeliantów, doszło do marszu solidarności z mieszkańcami Trypolisu. W starciach zginęła jedna osoba.
6 marca ok. godz. 10 (11. czasu polskiego) siły rządowe zaatakowały od wschodu, zachodu i południa. Wojska ubezpieczane przez czołgi i artylerię działały na przedmieściach. Atak został odparty. Powstańcy pojmali 20 żołnierzy i przejęli czołg. W walkach zginęło 16 powstańców i 18 żołnierzy, a 71 osób zostało rannych.

### Oblężenie miasta
7 marca Misrata została ponownie zaatakowana przez siły bezpieczeństwa, ale bez większych sukcesów. Po zakończeniu szturmu rozpoczęto regularne oblężenie.
12 marca Brygada Chamisa, która dwa dni wcześniej zdobyła miasto Az-Zawija, podjęła szturm na Misratę. Podczas walk zdezerterowało 32 żołnierzy, którzy przyłączyli się do rebeliantów. W jego wyniku natarcie zostało tymczasowo wstrzymane.
16 marca lotnictwo bombardowało miasto. W nalocie zginęło pięć osób. Rebelianci zniszczyli 16 czołgów i pojmali 20 żołnierzy. W ciężkich walkach zginęło 80 żołnierzy, 11 rebeliantów, a 20 zostało rannych. Tego dnia miasto zostało odcięto od dostaw wody.
17 marca siły rządowe podały, że mają wyraźną przewagę w bitwie i ogłosili rozpoczęcie ostatniej jej fazy.
Mimo obowiązującego od 17 marca zakazu lotów, siły Kadafiego rano 18 marca zbombardowały za pomocą lotnictwa Misratę. Przez całą noc trwał ostrzał artyleryjski. 4 osoby zginęły, a 70 zostało rannych w walkach. O godz. 14:30 czasu libijskiego (13:30 czasu polskiego) rząd libijski wprowadził jednostronne zawieszenie broni. Pół godziny później, rebelianci podali, że siły rządowe wstrzymały ofensywę i tym samym zostali wyparci z miasta. Jednak godzinę później rebelianci poinformowali, że rozejm nie jest przestrzegany a ostrzał trwa nadal. Siły bezpieczeństwa ustawiły posterunki 3 km od centrum. 90% miasta nie miało elektryczności, nie było wody. W walkach zginęło 18 osób.
19 marca wojska al-Kaddafiego mimo obowiązującego rozejmu rozpoczęły ok. południa ostrzał za pomocą ciężkiej artylerii, snajperzy zastrzelili dwóch mieszkańców. Po południu rebelianci ogłosili, że odparli szturm. Przyznali, że stracili 27 bojowników. Zniszczyli natomiast 14 pojazdów pancernych. Siły rządowe kontynuowały oblężenie. W mieście nadal nie było wody, zawieszono jej dowóz beczkowozami. W czasie interwencji koalicji antylibijskiej na Misratę spadły pociski Tomahawk.
20 marca siły al-Kaddafiego zablokowały port morski. Świadkowie podali, że na ulicach obleganego miasta pojawiły się czołgi. Miał miejsce ostrzał portu i budynków cywilnych.
21 marca dwa autobusy z żołnierzami i 11 czołgów wjechało do centrum miasta. Budynek szpitala został zajęty przez wojsko al-Kaddafiego. Armia wykorzystywała cywilów jako żywe tarcze. Wzdłuż głównej ulicy ustawiono 200 snajperów. W walkach zginęło 40 osób.
22 marca miał miejsce ostrzał z czołgów. Zginęło 14 osób, a 23 odniosło rany. 23 marca wojska al-Kaddafiego ponowiły atak, a rządowi snajperzy ostrzelali szpital. Siły koalicji o godz. 10:45 i 12:45 czasu lokalnego zbombardowały zgrupowanie oblegających wojsk na południe od miasta, co zatrzymało ogień ze strony wojska. Zginęło 16 osób. Powstańcy poinformowali, że wojska pancerne wycofały się z Misraty lub zostały zniszczone, ale oblężenie kontynuowano.
24 marca siły al-Kaddafiego wokół Misraty zostały zaatakowane przez koalicyjne lotnictwo, a w pobliżu miasta zbombardowano zgrupowanie czołgów. Koalicyjne lotnictwo nie zaatakowało jednak wojsk rządowych w samym mieście. Nad miastem lotnictwo francuskie zestrzeliło libijski samolot. Powstańcy do wieczora zabili w mieście 30 snajperów wojsk rządowych. Z portu wycofały się rządowe okręty wojenne.
Wojska libijskie 25 marca ostrzelały północno-zachodnie przedmieścia Misraty przy pomocy moździerzy i czołgów, zabijając 3 osoby dorosłe i 3 dzieci.
26 marca wieczorem francuskie myśliwce zniszczyły przynajmniej pięć samolotów Galeb i dwa helikoptery Mi-35 znajdujące się na lotnisku pod Misratą. Po nalocie ostrzał artyleryjski miasta osłabł, ale po południu został wznowiony, by wesprzeć zorganizowane wówczas natarcie pancerne. W ciągu tygodnia od 20 do 26 marca liczba ofiar śmiertelnych sięgnęła 115.
27 marca po południu siły al-Kaddafiego ponownie ostrzelały miasto. O godz. 14:00 miał miejsce atak na wschodnią część miasta, następnie na zachodnią. Siły rządowe kontynuowały ostrzał artyleryjski, w wyniku którego zginęło 6 osób.
1 kwietnia doszło do szturmu do kolejnego szturmu. Wojsko użyło moździerzy, artylerii oraz czołgów. Walki trwały kolejną noc. Działała tam czynnie artyleria oraz czołgi. W ciągu trzech dni śmierć poniosło 28 osób.
W dniach 28 marca - 3 kwietnia śmierć poniosło w sumie 160 osób, a 1000 odniosło obrażenia, a od początku walk zginęło od 600 do 1000 osób.
W czasie walk, 3 kwietnia, zginęła kolejna osoba, a 71 zostało rannych. 4 kwietnia siły al-Kaddafiego kontynuowały ostrzał. Wojsko użyło artylerii i granatników. 5 kwietnia również trwały ciężkie walki. W czasie trwającego od 10:00 do 17:00 ostrzału artyleryjskiego zginęły 2 osoby, a 26 zostało rannych. 6 kwietnia siły al-Kaddafiego zabiły w sumie pięciu cywilów, a 25 zostało rannych. W nocy z 6 na 7 kwietnia lotnictwo NATO zbombardowało pozycje oblegających.
Wieczorem 8 kwietnia walki przybrały na sile, wojsko użyło do ostrzału rakiet i ciężkiej artylerii. Zginęło 3 cywili i 2 dzieci, 10 osób zostało rannych. Powstańcy skrytykowali NATO za brak pomocy dla miasta. Walki szczególnie silne były we wschodnich dzielnicach. 9 kwietnia z rąk żołnierzy al-Kaddafiego zginęło minimum 30 osób. Siły NATO wzmogły naloty na wojska al-Kaddafiego w Misracie w wyniku czego zniszczonych zostało 15 czołgów. 11 kwietnia nieustanne walki toczyły się w Misracie, gdzie zginęło 10 osób, w tym dwoje dzieci, a 10 odniosło rany. Kolejnego dnia atak artyleryjski skoncentrował się na dwóch dzielnicach.
13 kwietnia rebelianci zdobyli przewagę podczas bitwy o centrum i wschodnie dzielnice Misraty. 14 kwietnia nad ranem libijskie wojsko przeprowadziło atak co najmniej 80 rakietami Grad, zabijając 23 osoby, a raniąc 40. Ofiarami byli cywile, w większości kobiety i dzieci.
15 kwietnia siły rządowe odpaliły ok. 120 pocisków rakietowych. W wyniku ostrzału śmierć poniosło osiem osób, a siedem zostało rannych. Rano z oblężonej Misraty ewakuowało się drogą morską 1200 obywateli państw Afryki i Azji. Ponadto do miasta dostarczono 400 ton pomocy humanitarnej. Po południu i wieczorem walki przybrały na sile. Rebelianci oskarżyli wojska rządowe, że w walce używają bomb kasetowych. Informacje potwierdził The New York Times, który opublikował zdjęcia bomb, których użycie zostało zakazane przez prawo międzynarodowe w 2010.
Rano 16 kwietnia lojaliści ostrzelali dzielnicę przemysłową Misraty. Odpalono co najmniej 100 pocisków rakietowych typu Grad. Walki toczyły się w pobliżu portu, gdzie tysiące cywilów czekało na ewakuację z miasta drogą morską. Rano siły al-Kaddafiego kolejny raz ostrzelały Misratę. Zginęło co najmniej 6 osób, a 47 zostało rannych.
18 kwietnia walki nadal trwały. Zginęło 15 osób. Powstańcy pojmali 30 żołnierzy i zniszczyli 30 czołgów. Władze powstańcze w Misracie podsumowały, że od końca lutego zginęło w mieście ok. 1000 osób, a 300 zostało rannych. Tego samego dnia libijskie władze zezwoliły na otwarcie korytarza humanitarnego do oblężonego miasta. Pierwszy konwój składał się z ośmiu ciężarówek załadowanych 240 ton mąki pszennej i herbatnikami, co wystarczyłoby 50 tys. osób na miesiąc.
19 kwietnia siły al-Kaddafiego atakowały za pomocą moździerzy i rakiet północny zachód Misraty. Rebelianci ze względu na krytyczną sytuację humanitarną w mieście oficjalnie poprosili siły zachodnie o interwencję lądową. Sojusz Północnoatlantycki był przeciwny przeprowadzeniu lądowej operacji.
20 kwietnia walki toczyły się na głównej arterii w mieście Nakl el-Thequeel, prowadzącej do portu. W walkach zginęło co najmniej pięciu cywilów. Ponadto w wyniku ostrzału moździerzowego zginęli dwaj dziennikarze: brytyjski fotoreporter wojenny Tim Hetherington oraz Amerykanin Chris Hondros, a dwóch innych reporterów zostało poważnie rannych. Organizacje humanitarne stwierdziły, iż sytuacja humanitarna w Misracie dramatycznie się pogorszyła i była najgorsza od  czasu rozpoczęcia oblężenia ze względu na brak lekarstw i artykułów pierwszej potrzeby. Wysoka Komisarz ONZ ds. Praw Człowieka Navi Pillay powiedziała, że takie działania wojska al-Kaddafiego można zakwalifikować jako zbrodnię wojenną.
22 kwietnia lojaliści opuścili centrum miasta. Zdobyty został wieżowiec, z którego ostrzał prowadzili snajperzy. 23 kwietnia wojska rządowe dostały rozkaz wycofania się z miasta. W czasie wycofywania się z miasta rannych zostało 12 żołnierzy. Rząd al-Kaddafiego poinformował, że wojsko dostało rozkaz wycofania się z miasta, a powstańcy otrzymali 48-godzinne ultimatum na poddanie Misraty, po którym do walki wejść miały lokalne plemiona. Po południu po raz pierwszy użyto w Libii samolotu bezzałogowego Predator. Celem była wyrzutnia rakietowa, używana do ostrzału. Ponadto NATO zaatakowało stanowiska wojsk rządowych. W wyniku uderzenia zniszczono siedem wyrzutni niekierowanych pocisków rakietowych, trzy ciężkie transportery, dwie hale na pojazdy, bunkier kontrolny, czołg i dużą ciężarówkę. Powstańcy wieczorem poinformowali, że siły al-Kaddafiego opuściły Misratę, ale pozostały w rejonie miasta i kontynuowały ostrzał. Powstańcy utworzyli w opuszczonych przez wojsko rejonach miasta nowe punkty oporu i posterunki. W walkach tego dnia zginęło 28 osób, a 100 zostało rannych, znaleziono liczne zaminowane ciała ofiar. Był to najkrwawszy dzień podczas dwóch miesięcy walk.
Mimo opuszczenia Misraty przez lojalistów w nocy z 23 na 24 kwietnia było słychać wymianę ognia, a na miasto spadło kilka rakiet Grad. Libijscy przywódcy plemienni wyznaczyli rebeliantom 48-godzinne na wypracowanie porozumienia i zagrozili, że jeżeli do niego nie dojdzie, to zaatakują ich pozycje. Mimo trwania rokowań, w ciągu dnia ciężkie walki toczyły się w centrum i wzdłuż głównej arterii - ulicy Trypolitańskiej. Wojsko prowadziło ostrzał artyleryjski skierowany właśnie w tej rejon miasta. Tego dnia zginęło 8 osób.
25 kwietnia w atakach rakietowych wojsk al-Kaddafiego na dzielnice mieszkaniowe Misraty zginęło co najmniej 30 ludzi, a 60 zostało rannych. Rebelianci podali, że lojaliści zostali wyparci na obrzeża miasta.
26 kwietnia siły al-Kaddafiego przez cały dzień atakowały port w Misracie. Po stronie powstańców było co najmniej 3 zabitych i 10 rannych. Do portu w Misracie przybił statek Światowego Programu Żywnościowego. Na jego pokładzie znajdowała się żywność, leki, trzy ambulanse medyczne i artykuły pierwszej potrzeby dla mieszkańców oblężonego miasta, w którym sytuacja humanitarna była krytyczna. Dzielnice mieszkalne były zniszczone przez nieustanne ataki wojsk al-Kaddafiego. Cywile bali się wychodzić na ulice.
Nocne naloty NATO na Misratę 27 kwietnia spowodowały wycofanie się wojsk rządowych z jednej z pozycji w rejonie portu. Samoloty zniszczyły 37 pojazdów wojskowych. Jednak rano wojsko powróciło na opuszczone pozycje i kontynuowało ostrzał rakietami Grad. Po południu kontynuowany był ostrzał moździerzowy zachodnich dzielnic miasta.
29 kwietnia wojsko al-Kaddafiego ostrzelało ponownie Misratę. W atakach moździerzowych zginęło 12 osób. NATO przejęło kilka jednostek pływających al-Kaddafiego, które minowały podejście do portu, co miało uniemożliwić dostęp do miasta m.in. statków z pomocą humanitarną. Strona rządowa, podała, że wojsko zdobyło port. Nie potwierdziły tego międzynarodowe agencje. Kolejnego dnia walki o Misratę przeniosły się na obrzeża miasta.

### Ostatnia faza bitwy o Misratę

Sytuacja w Misracie pod koniec kwietnia

30 kwietnia walki o Misratę przeniosły się na obrzeża miasta. Dzień później ostrzelany został port. 2 maja ciężkie walki w Misracie trwały całą noc. Do miasta ze strony południowo-zachodniej wjechało co najmniej pięć czołgów, które wjechały na lotnisko, by uniknąć bombardowania ze strony NATO. W wymianie ognia z rebeliantami zginęło sześć osób.
Powstańcy poinformowali 5 maja, że oddziały Al-Mutasima al-Kaddafiego atakujące Misratę były wyposażane tego dnia w maski przeciwgazowe, co zdaniem powstańców może świadczyć o chęci wykorzystania broni chemicznej. Oddziały atakujące miasto były skoncentrowane w miejscowości Zalitan na zachód od Misraty. Siły al-Kaddafiego przed wybuchem walk dysponowały ok. 9 tonami broni chemicznej. Brytyjski okręt zniszczył minę morską podłożoną na torze podejścia do portu.
6 maja rebelianci wyparli wojska rządowe z przedmieścia Burgueja w zachodniej części miasta. Ostrzał artyleryjski miasta i portu ze strony armii znacznie zmalał. 7 maja siły al-Kaddafiego zbombardowały zbiorniki paliwa w mieście przy pomocy samolotów rolniczych. Ciężkie walki trwały w pobliżu lotniska. W następnych dniach ostrzał sił al-Kaddafiego na port uniemożliwiał dostawy żywności, wody i środków medycznych. Walki artyleryjskie trwały nadal w pobliżu portu.
11 maja po ciężkich, całonocnych walkach powstańcy zdobyli lotnisko i wzięli do niewoli nieokreśloną liczbę jeńców oraz przejęli duże ilości uzbrojenia. Podczas starcia rannych zostało 13 powstańców. Na lotnisku znajdowało się zaplecze logistyczne wojsk al-Kaddafiego. Korespondenci z zachodnich państw poinformowali, że siły powstańcze posuwały się powoli naprzód, odbijając kolejne części miasta.
12 maja powstańcy z Misraty rozpoczęli natarcie w kierunku Zalitanu i dalej Trypolisu i w ciągu dnia posunęli się o 20 km. Większość Misraty znajdowała się tego dnia poza zasięgiem ognia wojsk al-Kaddafiego. 13 maja rebelianci po zdobyciu dzielnicy Hizam w Misracie ogłosili zwycięstwo nad siłami rządowymi. Tym samym zakończyły się trwające ponad dwa i pół miesiąca oblężenie i walki o kontrolę nad miastem. Światowa Organizacja Zdrowia podała, że podczas 77 dni walk w Misracie życie straciło 925 osób.